# Московка (Кемеровская область)
Московка — посёлок в Тисульском районе Кемеровской области. Входит в состав Берикульского сельского поселения.

## География
Находится на правом берегу реки Кия.
Центральная часть населённого пункта расположена на высоте 277 метров над уровнем моря.

## Население
По данным Всероссийской переписи населения 2010 года, в посёлке Московка проживает 108 человек (51 мужчина, 57 женщин).